# 民泊

民泊（みんぱく）は、旅行者などが、一般の民家に宿泊することを一般的に意味する日本語の表現で、特に、宿泊者が対価を支払う場合に用いられる。日本の法律では「住宅宿泊」などと呼ばれ、住宅宿泊事業法を含む観光政策の用語として「民泊サービス」も使われている。
また、ホームステイと同義で用いられることもある。

## 世界的観点における民泊
日本の民泊に相当するサービスは欧米で広く行われている。広い範囲を含む用語としては、一般的にバケーションレンタル（英: Vacation rental）の語が用いられている。バケーションレンタル（賃貸）の対象施設は、米国のハワイ州やフロリダ州、地中海沿岸などのリゾート地における別荘から、米国ニューヨークや英国ロンドンといった大都市におけるコンドミニアムまで包含している。また取引の形態も様々であり、個人が所有する資産の活用（C to C型）によるホームステイやファームステイから、不動産企業など法人が実施する大規模なレンタル事業（B to C型）までが含まれる。これらの事業はいずれも、ホテル宿泊に飽き足りない旅行者層に向けた、あるいはホテル等の施設でまかなえない需要を補う選択肢として、広く利用されている。
2000年代以降、インターネット上で、ホスト（貸し手）とゲスト（借り手）の間で賃貸のプラットフォームを提供する企業が現れ、バケーションレンタルは新たな展開を見せた。Airbnb（エアビーアンドビー）が代表的な企業として知られている。このほか、エクスペディアやトリップアドバイザーなどの旅行サイト運営企業が傘下にバケーションレンタルに特化した子会社を持つケースや、ブッキングドットコムなどホテル予約とバケーションレンタルの両方に関与しているケース、アコーホテルズのようにホテル運営企業がバケーションレンタル運営の子会社を持つ場合などがある。これらの企業では、シェアリングエコノミーに基づくAirbnb、個人宅・別荘の賃貸を扱うHomeAway、法人による賃貸物件を多く扱うブッキングドットコムなど、取り扱う物件による違いも見られる。
これらのサービスの法的位置付けに関して欧米では近年、国または各自治体が法律を制定して運用する動きが広がっている。対応は、合法化、禁止を明文化して取り締まりを強化、宿泊日数の制限・ホストの同居・ホテル税の徴収や自治体や税務当局への報告等を要件とする条件付きの合法化と、様々に分かれている。
- 貸し手の在不在に関わらず、短期賃貸を合法化。
  - オーストラリア（ビクトリア州とクィーンズランド州、2013年12月制定））、イギリス全土（年間90日まで、2015年5月制定）等。
- 貸し手が居住する場合に、短期賃貸を合法化。
  - オランダのアムステルダム（2014年2月制定）、フランス全土（2014年3月制定）、米国サンフランシスコ（居住者不在の場合は、年間90日まで、2014年10月制定）等。
- 住居専用地域での短期賃貸を合法化。ただし、180日以上の営業は禁止。ホテル税の課税対象となった。
  - 米国フィラデルフィア（2015年7月制定）。
- 不在中の自宅の短期賃貸（30日未満）禁止を法制化。
  - 米国ニューヨーク（2011年5月制定）
- 税務当局へプラットフォーム業者が収入を報告、営業日数は1物件年間70日以内[10]。
  - デンマーク（2018年5月制定）

欧米におけるバケーションレンタルは広い範囲を包含する概念であるが、日本語の「民泊」は個人所有の資産活用（個人の貸し手による賃貸）に限定した文脈で用いられる場合と、法人による賃貸事業を含む場合とがあり、後者の場合、民泊の意味はバケーションレンタルとほぼ同一である。

## 日本における民泊

### 定義・法的位置付け
日本では2013年12月に国家戦略特別区域法に基づく旅館業法の特例で「特区民泊」が法制化された。続いて全国を対象とする住宅宿泊事業法が2017年に成立し、2018年6月15日施行された。
一般的には「住宅（戸建住宅、共同住宅等）」の全部又は一部を活用して宿泊サービスを提供することを指している。このうち、住宅を活用した宿泊施設を、「宿泊料を徴収し、反復継続して提供」する場合は旅館業法の適用を受け、簡易宿所営業の許可が必要となる。宿泊者数が10人未満の施設の場合は、客室延床面積が1人辺り3.3平方メートル以上の基準（10人以上の場合は合計で33平方メートル以上）を満たしていれば営業許可が受けられ、玄関帳場（フロント）の設置も必要ない（ただし条例で規制も可能）。この他、旅館業法が適用されない民泊として、国家戦略特区の認定を受けた区域で、政令で定められた大枠の範囲内（最低宿泊日数が3日以上など）で、各自治体の条例によって弾力的に規定される「特区民泊」、年1回（数日程度）のイベント開催時に、自治体等の要請により自宅を活用した宿泊サービスの提供を可能とする「イベント民泊」、ボランティア活動の無償民泊「ボランティア民泊」がある。
また、農林漁業体験を目的とした「農林漁業体験民宿業」で個人や家族経営体が運営する場合は、簡易宿所の客室延床面積の基準が適用除外となる。なお、（外国人の場合も含め）知人・友人を家に無料で宿泊させた、農林漁業体験で体験指導の対価のみを受け取るなど、宿泊料を受け取らない場合は、法令の適用対象とはならない。

### 近年の動向

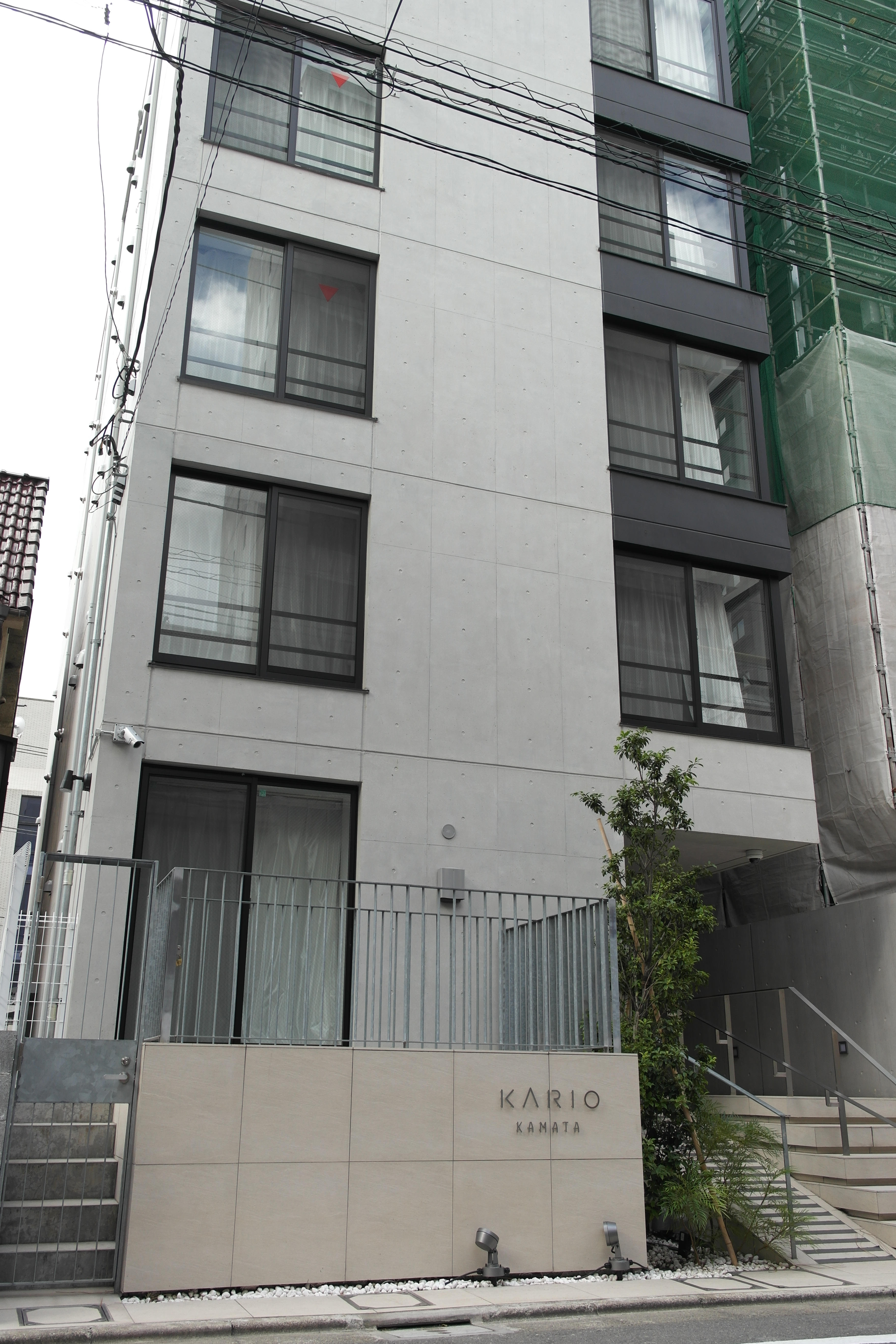
京王電鉄の民泊KARIO KAMATA（東京大田区）

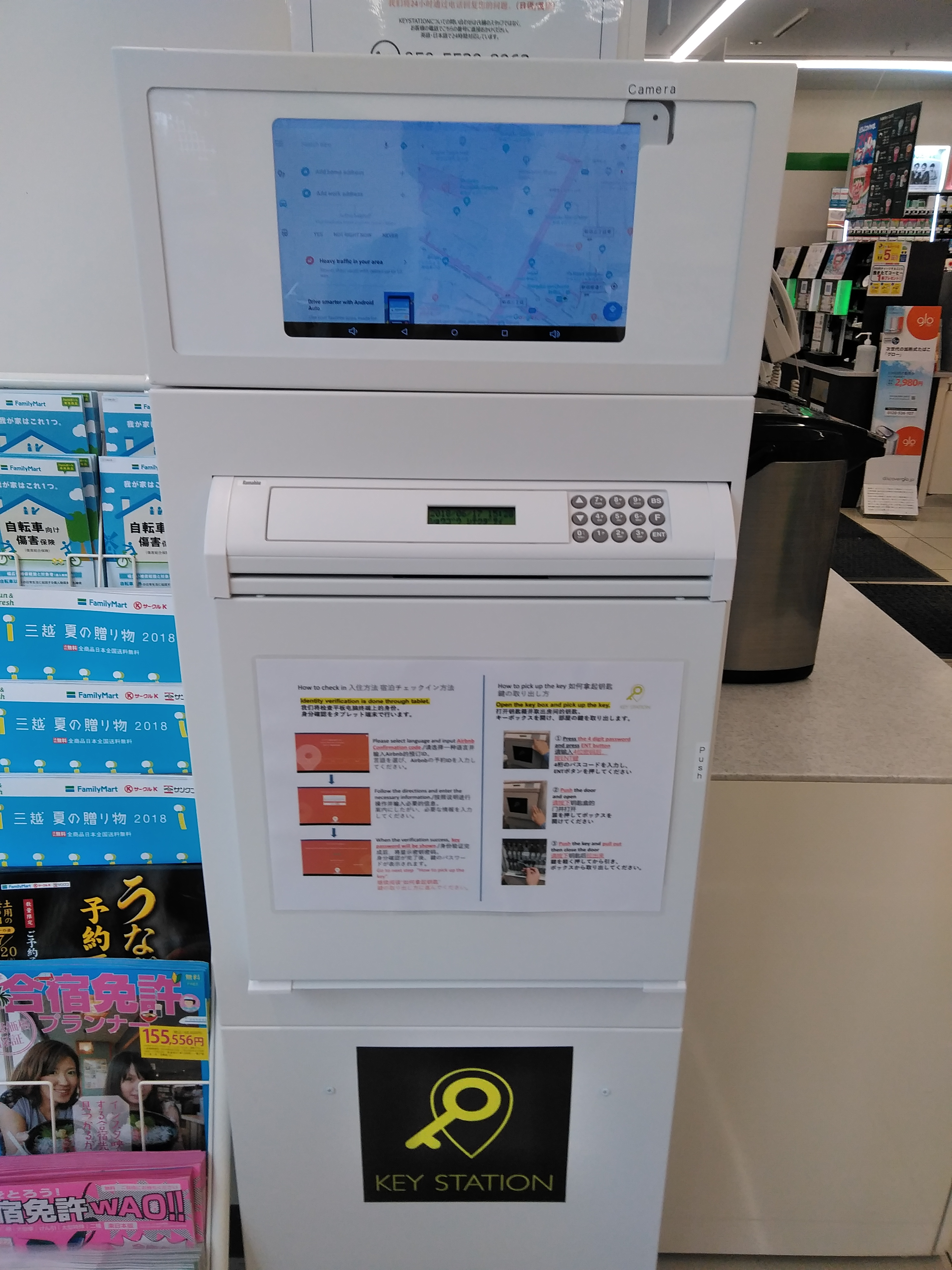
ファミマに設置された民泊の鍵貸出機

2008年にAirbnb（エアビーアンドビー）がサービスを開始したことを契機に、民泊が過熱する事態が発生した。この背景には、従来からのホームステイ需要に加え、投資を目的とした貸し手がAirbnbのサービスを利用し多数参入したことが指摘されている。
参入した貸し手の多くは、米国のAirbnbや中国の自在客など、日本国外の事業者に登録した上で民泊を行っている。厚生労働省と観光庁は、欧米と中国の事業者に対して、登録者の簡易宿所取得を促すよう要請している。
個人投資を目的とした空き部屋所有者による民泊の増加を受けて、これを商機ととらえ不動産業・観光業や民泊を斡旋する予約サイトを運営するIT業者自身が参入し、新築集合住宅一棟丸ごと全室を民泊化する動きもある。全国古民家再生協会が古民家の民泊利用を促進するようになったことで、限界集落で空き家・廃屋を利用した民泊事業が各地で行われ始め、集落維持に一役買うようになっている。また、鉄道事業者やバス事業者が乗客増員を見込み沿線での民泊参入も始まった。
民泊利用者の不安材料として鍵の受け取りを上げる声が多いことから、コンビニエンスストアが鍵の受け渡しを代行するサービスを始めた。食事やアメニティグッズの提供がない民泊向けに、鍵を借りにきたついでの食料品などの売り上げアップを意識している。
2016年（平成28年）4月14日に発生した熊本地震をうけ、Airbnbの日本運営者が期間限定で被災者に対し一時無償で宿泊場所を提供できるホストをサイト上で募り、その二日後に発生したエクアドル地震でも同様の呼びかけが世界規模で行われ日本語サイトも対応している。
全国賃貸住宅新聞社による2016年8月の調査では、Airbnbに登録された東京都、神奈川県、大阪府、兵庫県、福岡県の23区18市、計3375件の物件のうち、合法的に運営されているのは503件のみで、全体の85%は違法営業であった。同じ調査で、国家戦略特別区域に指定されている大田区の場合でも、掲載物件のうち約6割が無許可の疑いがあった。こうした違法民泊が蔓延している事実は民泊を所管する各地の保健所でも把握しているが、掲載情報からだけでは貸主の特定ができない、近隣住民からのクレームがあっても捜査権がないので強制的に立ち入ることができない等々の理由から、野放し状態になっている。
住宅宿泊事業法の成立後も同法や関連する自治体の条例に違反したり、あるいは民泊禁止を定めたマンション管理組合の規則などを無視したりする民泊は存在している。これらは「ヤミ(闇)民泊」と呼ばれることもある。
一方で、規制強化などの理由で民泊営業を断念する住宅の所有・賃借者もおり、部屋の改装や家具処分を請け負う民泊撤退ビジネスも現れている。
民泊関連企業でも、市場の健全な育成を図るとして、業界団体「住宅宿泊協会」（JAVR）を2019年に設立することが、2018年12月11日発表された。

### 法的規制の見直し

#### 旅館業法の規制緩和
2016年4月、旅館業法の施行令等が改正され、10人未満の施設の客室延床面積基準の緩和や、フロント設置義務の免除といった、簡易宿所としての要件の一部緩和が行われた。また、農林漁業体験民宿業の規制緩和として、簡易宿所の客室延床面積基準の適用除外の対象を、個人の農林漁業者が営む施設に加え、2014年3月には法人経営を行う家族経営体（一戸一法人）についても、2016年3月には農林漁業者以外の者（個人に限る）が居宅で体験宿泊業を行う場合も適用しないこととした。それでもなお、2016年4月の法案成立後も軽井沢町などのように独自の観光基準で民泊を禁止する自治体は見られており、白馬村や野沢温泉村のように貸別荘などの実態把握で指導を徹底する方針の自治体などもある。

#### 特区民泊

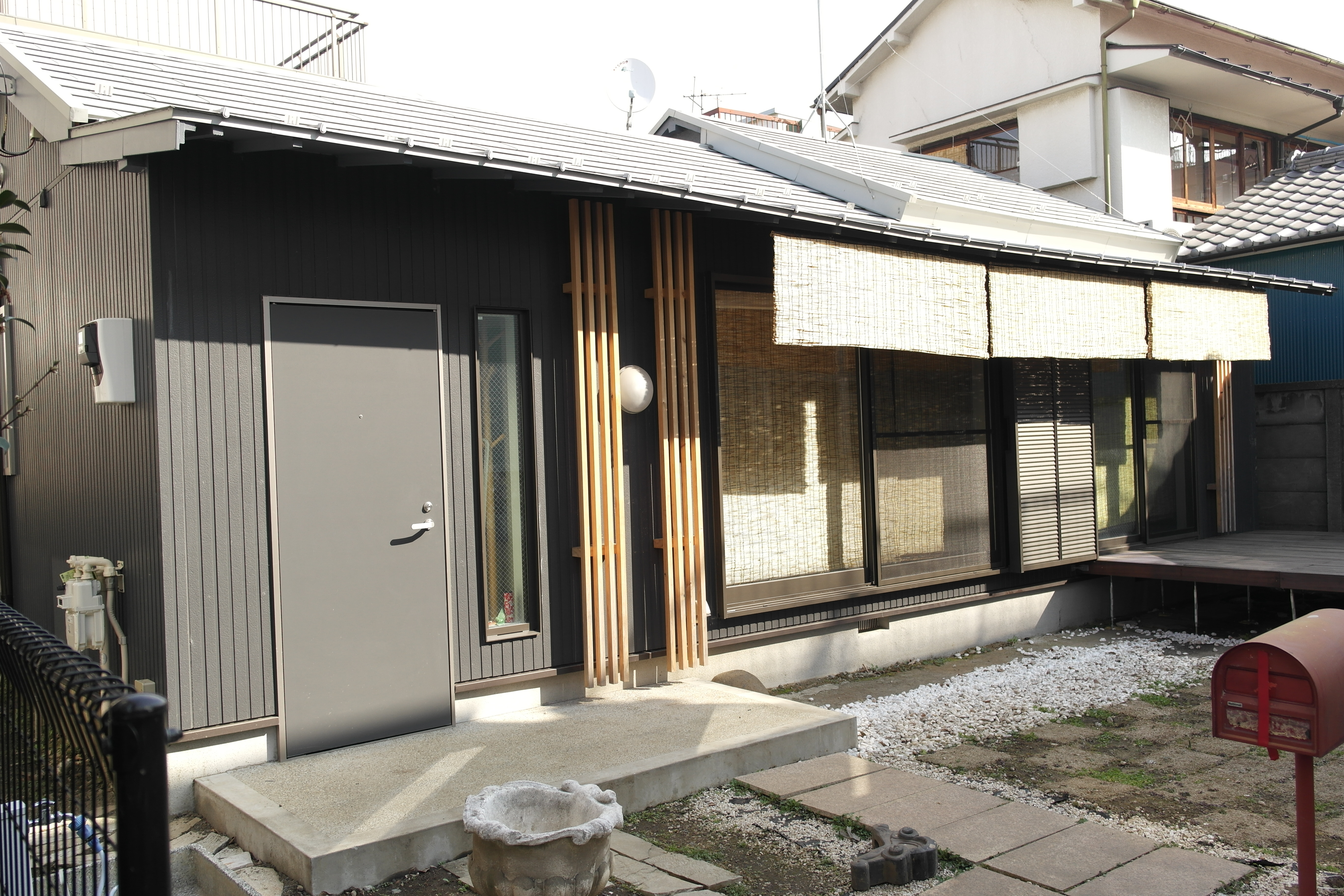
国家戦略特区における民泊第一号・SJヴィラ蒲田A（東京大田区認可）

2013年12月、国家戦略特別区域法が成立。これに呼応する形で、2015年10月に、民泊を推進する条例が大阪府議会で可決・成立、また同年10月、国家戦略特別区域指定の東京都大田区で、旅館業法上の特例扱いが認定された。2016年10月には特区民泊の最低宿泊日数要件を、これまでの6泊7日以上から2泊3日以上に緩和する政令が閣議決定された。ちなみに特区の制度では、外国人旅行者の滞在に適した施設であることが要件だが、利用者ついては規定はなく、日本人でも宿泊できる。

#### 民泊新法（住宅宿泊事業法）
政府は、2015年6月に、民泊に関連する規制緩和について、2016年内に結論を出すことを閣議決定、大阪府や大田区の特区民泊の運用実績を参考にした上で、個人の貸し手による民泊と、企業が事業として行う民泊の両方を、2016年から2018年にかけて、一定の法規制を定めた上で、段階的に全国規模で解禁する方針を表明している。そして、これまで旅館業法などの規制の枠内における限りで認められてきた民泊であるが、2016年6月、民泊新法の制定を視野に入れた最終報告書案が、厚生労働省と観光庁による有識者検討会でまとめられた。同案では、「一定の要件」の範囲内における有償かつ反復継続する民泊を合法とし（「一定の要件」を超える場合は従来通り旅館業法に基づく営業許可が必要）、現在の許可制から登録制（家主居住型（ホームステイ）に適用）または届出制（家主不在型に適用）への転換、営業日数の上限設定（年間180日以下の範囲内を想定）、住居専用地域での営業の合法化が含まれている。また、こうした規制緩和とともに、無許可の民泊に対しては罰金額を現行の3万円から100万円への引き上げの検討や、各自治体の条例で民泊を実施不可とすることも可能としている。民泊新法（住宅宿泊事業法）法案は2017年3月に閣議決定、国会提出され、6月9日に成立した。施行日は2018年6月15日。

#### 欠格条項
住宅宿泊事業法（民泊新法）第4条により、以下に該当する者は民泊を営むことができない。
1. 心身の故障により住宅宿泊事業を的確に遂行することができない者として国土交通省令・厚生労働省令で定めるもの
2. 破産手続開始の決定を受けて復権を得ない者
3. 法第16条第2項の規定により住宅宿泊事業の廃止を命ぜられ、その命令の日から3年を経過しない者（当該命令をされた者が法人である場合にあっては、当該命令の日前30日以内に当該法人の役員であった者で当該命令の日から3年を経過しないものを含む）
4. 禁錮以上の刑に処せられ、又はこの法律若しくは旅館業法の規定により罰金の刑に処せられ、その執行を終わり、又は執行を受けることがなくなった日から起算して3年を経過しない者
5. 暴力団員による不当な行為の防止等に関する法律（暴力団対策法）第2条第6号に規定する暴力団員又は同号に規定する暴力団員でなくなった日から5年を経過しない者（以下「暴力団員等」という。）
6. 営業に関し成年者と同一の行為能力を有しない未成年者でその法定代理人（法定代理人が法人である場合にあっては、その役員を含む）が前各号のいずれかに該当するもの
7. 法人であって、その役員のうちに1.から5.までのいずれかに該当する者があるもの
8. 暴力団員等がその事業活動を支配する者

#### 民泊新法後の初摘発
2018年6月15日の民泊解禁後、民泊新法とともに施行された改正旅館業法は、民泊などの無許可営業に対する罰金額の上限を3万円以下から100万円以下に引き上げており、さらに行政に違法な疑いがある施設への立ち入りや緊急停止命令などの権限が付与された。これを受けて、京都市右京区で民泊を無許可営業していたとして、京都市下京区の旅館経営会社「キャピタルインキュベーター」と、同社の社長ら男3人に対し、京都市は施行後すぐに京都府警察とともにこの民泊を立入調査した。2018年7月には府警に刑事告発し、改正旅館業法違反の疑いで14日、京都府警により書類送検された。住宅宿泊事業法（民泊新法）と罰則を強化した改正旅館業法が6月15日に施行されて以降、全国初となる「ヤミ民泊」の摘発を府警が京都市で実施したことになる。京都府警によると、同社は2015年1月からヤミ民泊を始め、民泊仲介サイト世界最大手Airbnbに情報を掲載。この民家では16年1月からヤミ民泊を始め、京都府警に家宅捜索を受ける前日の今年7月24日まで、2年半で238組を泊め約1300万円を売り上げていたとされる。

#### 民泊新法後の民泊に関する調査
2018年9月11日、クロス・マーケティンググループが発表した「民泊に関する調査」の結果によると民泊の認知率は86.5%と9割に近い数値となっているものの、その多くは「民泊」という言葉を知っているだけに留まり、民泊の内容まで理解している率は低く、宿泊・提供といった利用率に至って更に少ない。民泊の利用率を見ると、民泊を認知している86.5%のうち宿泊・提供による民泊の利用経験がある人は5.5%と非常に少ない。約9割もの民泊の認知率は、民泊を利用した旅行者の性行為を目的とする盗撮、売春、乱交、AV撮影、強姦或いは強姦殺人、麻薬栽培、振り込め詐欺集団の拠点、反社会的勢力の資金源などの「犯罪の温床」としての認知度が先行しており、犯罪の温床となる淵源はAirbnbに関するものが圧倒的に占める。

#### 自治体独自の新たな規制と反応
2016年に政府が法的規制の緩和に踏み切ったことに対して、長野県北佐久郡軽井沢町は同年、「民泊は善良なる風俗の維持と良好な自然環境の保全の障害となり、風紀を乱すおそれがある」として、町内全域において設置を一切認めない方針を明示した。また国の新法施行を前に各々で条例を制定し、法的規制を掛ける動きも出ている。2017年12月11日、東京都新宿区議会は民泊の平日営業を禁止する「新宿区住宅宿泊事業の適正な運営に関する条例」を可決。国家戦略特別区域指定の大田区も、住宅地域や工業地域については民泊営業を全面禁止する条例案を2017年12月の区議会定例会に提出。2018年3月の区議会定例会にて成立する見込みとなっている。京都市も2018年3月の市議会定例会に空家の使用を規制する条例案を提出し、空家を民泊として使用することを禁止する。前述の軽井沢町は2017年、「長く保たれてきた良好な別荘環境を守るため」との理由から、町内全域での民泊通年規制を含む県条例を新法施行前に制定することを長野県に求めた。長野県は2018年2月の長野県議会定例会に条例案を提出する方針であるが、条例による通年規制は事実上民泊全面禁止を新たに法的に定めることになり、国の規制緩和の方針に逆行するため、県は条例成立には厳しい見通しを示している。一方軽井沢町にて別荘管理事業を手掛ける星野リゾートが民泊事業参入を表明、町内の管理物件を民泊として活用したい意向を示した。「民泊活用で建物の稼働率を上げたい」と考えている別荘所有者もいるといい、星野リゾートは「オフシーズンに使われない別荘を放置すればかえって別荘地全体の環境を劣化させる」「民泊で家屋の管理が行き届けば別荘の価値が上がり、別荘購入者も増加する」「より魅力あふれる地域になる」と主張。「適切に民泊を活用すれば繁忙期以外の町への誘客につながり、地域活性化に貢献する」との考えを示し、軽井沢町の方針や条例による過度な規制に反対している。

## 韓国における民泊
大韓民国における民泊（민박）は宿泊業の一種で、2005年農漁村整備法は民泊を、農漁村地域や準農漁村地域の住民が、居住する一戸建て住宅を利用し、農漁村において所得を増やす目的で、宿泊・炊事施設などを提供する事業と定義している。ここでいう農漁村とは、村、面に該当する地域や、その他農漁業に関連した地域の農漁民区、および、生活条件などを考慮して農林畜産食品副長官が海洋水産部長官と協議して告示する地域のことである。2005年の法整備以前は、法的規制なしに民泊を営業できたが、法整備以降は民泊事業者指定を受けることが必要となった。2007年の時点で、14,805人が農漁村民泊事業者としての登録を行なっていた。

## 評価・論点

### 世界

#### 論点
- 民泊においては従来の宿泊業においては見られなかった問題がいくつか発生しており、中でも差別は深刻な問題となっている。Airbnbにおいては宿泊者が黒人やLGBTの場合にそれを理由に宿泊を断られた例が報告されており、米国ハーバード大学により行われた調査では、予約者が黒人の場合に白人と比べて予約成功率に16%の差が見られることが示されている。こうした差別は、既存の宿泊業においては例えば米国では公民権法に基づき禁止されているが、民泊では個人間の取引であることから問題が再発している。Airbnbは差別的な行動を取ったホストを禁止したり、2016年9月には差別防止策を取るなどの対策を進めている[59]。
- 住宅事情の逼迫が問題になっている米国ニューヨークでは、その原因が本来居住用である住宅がシェアリングとして利用されていることにあるとして議論になっている[60]。

### 日本

#### 経済効果
- 清掃業・ケータリング（出前）・家具レンタルなど、従来の宿泊施設へのサービス提供が民泊へも波及することが予測され、こうした間接的な影響も勘案すると、その経済効果は年間10兆円に及ぶとの試算がある[61]。
- 地域に根差した一般住宅が民泊として利用されることが多く、利用者が地域で飲食や購買などをすることにより経済的に良い効果を及ぼすほか、民泊立ち上げ自体で家具、家電、各種備品、消耗品の購入が行われることから、経済上のメリットが大きい[要出典]。
- 全国的に問題になっている空き家増加と宿泊施設不足の両方を解決する手段としても期待される[62]。

#### 論点
- 2017年1月13日に大阪地方裁判所では、マンションの部屋の所有者が違法に民泊を営業しているとして、マンション管理組合理事長が訴えていた訴訟について、民泊営業で生じたごみや騒音などのトラブルが、他の住民に対する不法行為に当たるとして、部屋の所有者に対し50万円の賠償を命じる判決が出された[63]。また、都市再生機構（UR）や各都市の地方住宅供給公社による賃貸物件は、内規によって部屋の転貸（又貸し）が禁止されており、従って民泊も禁止されているが、2016年7月に『読売新聞』などの報道で、こうした物件で違法に民泊が行われている実態が明らかになった[64][65][66]。
- ファミリー向けマンションなど居住用として購入する者が多い物件では治安悪化や資産価値低下を懸念し、民泊禁止を明確にする管理組合も増加しているほか、マンション開発業者もこういった分譲マンションを新規に販売する際、予め民泊禁止とした管理規約を盛り込んだ物件としている事例も増えている[67]。2016年1月27日には、マンション管理組合が大阪地方裁判所に起こしていた、民泊を禁止する仮処分申請に対し、同地裁が管理組合の主張を認める形で、部屋の区分所有者に民泊の差し止めを命じている[68]。
  - 上記のような事例と懸念から、東京都台東区では簡易宿所へのフロント設置を義務付けるよう条例を改定したほか、世田谷区などでは良好な住環境の維持を目的に、民泊関連の規制緩和を行わない方針を示している自治体もある[69]。また、専門家はファミリー向けマンションは民泊禁止、投資用マンションは民泊用の物件が増えると見込んでいる[67]。
- 宿泊者が滞在中に合鍵を作り、後日空き巣に入ることや、犯罪者やテロリストの隠れ家になる懸念も指摘され、実際に犯罪行為が起きた例がある[70][71]。
- 宿泊業においては保健所指導により衛生管理として風呂や寝具の消毒を含めた定期的な清掃・洗濯が義務付けられているが[72]、個人経営の民泊では実質的に家主・管理人の裁量任せとなっており、宿泊者が不利益（この場合感染症罹患）を被る危険性が潜んでいる[独自研究?]（住宅宿泊事業法案要綱に記載有）。
- 宿泊業では火災・地震・津波などの災害が発生した場合、宿泊者を避難誘導しなければならないが、スタッフが常駐しない民泊では土地勘のない旅行者や日本語が不自由な訪日外国人の安全の確保が課題となっている[要出典]（住宅宿泊事業法案要綱に記載有）。